# Îles Beguitchev
Les îles Beguitchev (en russe : Острова Бегичева) sont situées dans le golfe de Khatanga en mer des Laptev, mer bordière de l'océan Arctique, dans le Nord de la Sibérie (Russie) et sont administrativement rattachées à la République de Sakha (raïon (oulous) Anabarski).
La plus grande des deux îles, Bolchoï Beguitchev (Большой Бегичев, coordonnées : 74° 19′ 09″ N, 112° 32′ 38″ E), est située à 9,2 km au nord du mys Paksa, un cap de la côte sibérienne. Elle a une superficie de 1 764 km2 et mesure 61 km sur 57. Elle culmine à 201 m. La plus petite, Maly Beguitchev (Малый Бегичев, coordonnées : 74° 17′ 44″ N, 111° 08′ 55″ E), située 9 km à l'ouest de Bolchoï Beguitchev, a une superficie de 15 km2 pour une longueur maximale de 5,4 km.
Les îles portent le nom de leur découvreur, l'explorateur russe Nikifor Beguitchev.
À 15 km au nord de Bolchoï Beguitchev se trouve une petite île granitique, l'île Preobrajenia (en) (Остров Преображенья, coordonnées : 74° 39′ 26″ N, 112° 58′ 01″ E) qui a abrité une station de recherche polaire.